# Курбонов, Абдурахим Эшонкулович
Абдурахим Эшонкулович Курбонов (узб. Abdurahim Eshonqulovich Qurbonov; 10 мая 1974, Джаркурганский район, Сурхандарьинская область, УзССР, СССР — 8 июля 2021) — узбекский политический деятель, историк. Депутат Законодательной палаты Олий Мажлиса Республики Узбекистан. Член Комитета по аграрным и водохозяйственным вопросам. Член Экологической партии Узбекистана. Кандидат исторических наук. Член Комитета по борьбе с коррупцией и судебно-правовым вопросам.

## Биография
Абдурахим Эшонкулович Курбонов родился 10 мая 1974 года в Джаркурганском районе Сурхандарьинской области. В 1996 году окончил Термезский государственный университет, получив высшее образование по специальности история, социология и государственное право. В том же году начал преподавать в Термезском государственном университете. С 1999 по 2001 год был аспирантом, преподавателем, а затем и старшим преподавателем университета. В 2009 году вступил в должность депутата Законодательной палаты Олий Мажлиса Республики Узбекистан, где проработал до 2014 года. В 2010—2019 годах был Членом комитета по законодательству, судебными правовым вопросам Законодательной палаты. В 2019 году занял должность члена Комитета по борьбе с коррупцией и судебно-правовым вопросам. Умер 8 июля 2021 года.

## Награды
В 2011 году Абдурахим Эшонкулович был награждён памятным знаком «20 лет независимости Республики узбекистан». Затем, в 2016 году награждён памятным знаком «25 лет Независимости Узбекистана». Позже, в 2017 году получил памятный знак «25 лет Конституции Узбекистана».
В 2019 году был награждён медалью «Содик хизматлари учун».